# Dampierre-Saint-Nicolas
Dampierre-Saint-Nicolas é uma comuna francesa na região administrativa da Normandia, no departamento de Sena Marítimo. Estende-se por uma área de 3,93 km². Em 2010 a comuna tinha 467 habitantes (densidade: 118,8 hab./km²).